# Американские Виргинские Острова на зимних Олимпийских играх 1988
Американские Виргинские острова принимали участие в Зимних Олимпийских играх 1988 года в Калгари (Канада) в первый раз за свою историю, но не завоевали ни одной медали. Сборную страны представляли 6 спортсменов в трех видах спорта.

## Результаты

### Горные лыжи
Женщины
| Спортсмен    | Дисциплина  | 1-й спуск | 2-й спуск | Общее   | Общее |
| Спортсмен    | Дисциплина  | Время     | Время     | Время   | Место |
| ------------ | ----------- | --------- | --------- | ------- | ----- |
| Себа Джонсон | Супергигант |           |           | DSQ     | –     |
| Себа Джонсон | Гиг. слалом | 1:19.27   | 1:29.94   | 2:49.21 | 28    |

### Бобслей
| Экипаж | Спортсмены                  | Дисциплина | 1 Спуск | 1 Спуск | 2 Спуск | 2 Спуск | 3 Спуск | 3 Спуск | 4 Спуск | 4 Спуск | Общее   | Общее |
| Экипаж | Спортсмены                  | Дисциплина | Время   | Место   | Время   | Место   | Время   | Место   | Время   | Место   | Время   | Место |
| ------ | --------------------------- | ---------- | ------- | ------- | ------- | ------- | ------- | ------- | ------- | ------- | ------- | ----- |
| ISV-1  | Джон Рив Джон Фостер        | Двойки     | 1:01.11 | 38      | 1:03.06 | 40      | 1:04.14 | 39      | 1:02.70 | 37      | 4:11.01 | 38    |
| ISV-2  | Харви Хук Кристофер Шарплес | Двойки     | 1:01.05 | 37      | 1:02.70 | 39      | 1:03.42 | 36      | 1:01.92 | 34      | 4:09.09 | 35    |

### Санный спорт
Женщины
| Спортсменка   | 1 Спуск | 1 Спуск | 2 Спуск | 2 Спуск | 3 Спуск | 3 Спуск | 4 Спуск | 4 Спуск | Общее    | Общее |
| Спортсменка   | Время   | Место   | Время   | Место   | Время   | Место   | Время   | Место   | Время    | Место |
| ------------- | ------- | ------- | ------- | ------- | ------- | ------- | ------- | ------- | -------- | ----- |
| Анна Абернати | 47.106  | 15      | 47.316  | 16      | 47.742  | 17      | 47.073  | 16      | 3:09.237 | 16    |